# 다이스 (프로게이머)
다이스(본명: 홍도현)는 대한민국의 리그 오브 레전드 프로게이머로 포지션은 미드라이너이다. 아이디는 Dice를 사용하며 현재 버닝 코어 소속이다.

## 선수 생활
2020년 6월, 젠지의 아카데미팀에 입단했다.
2021시즌을 앞두고 Gen.G의 2군팀으로 콜업되었다.
2022시즌을 앞두고 버닝 코어에 입단했다.